# Khaled Al-Eid
Khaled Al-Eid (in arabo خالد العيد‎?; 2 gennaio 1967) è un cavaliere saudita.

## Palmarès

### Olimpiadi
- 1 medaglia:
  - 1 bronzo (Sydney 2000 nel salto individuale)

### Giochi asiatici
- 3 medaglie:
  - 2 ori (Doha 2006 nel salto a squadre; Canton 2010 nel salto a squadre)
  - 1 bronzo (Canton 2010 nel salto individuale)